# Sor María (canción)
«Sor María»  es  la quinta canción del álbum de estudio Drama y luz de la banda mexicana Maná.

## Acerca de la canción
Esta canción fue compuesta por Fher Olvera en su mayoría; contiene arreglos de Sergio Vallín en lo referente a cuerdas. Es la continuación de la historia que nos relata la canción "El espejo", pero desde otra perspectiva, ya que ocurre en el mismo lugar, en Toledo, España, pero cinco años después en 1595 formando así una especie de conexión con el llamado espejo de la canción anterior.
Esta canción es interpretada en la gira del disco, en Drama y Luz World Tour en donde aparecen unos monjes en el escenario, formando parte de la banda en lo que es la interpretación de la misma, dando a la escenografía el ambiente de un convento del siglo XVI.
Es una canción muy completa en lo referente a arreglos, cierta estrofa menciona, "una mujer enamorada decidida, pasma el aire, el universo y la razón, si la luz entra en el agua, olvida el cielo, va con un sueño en la piel", Fher Olvera refiriéndose a esta canción mencionó que en realidad así es como una mujer es en los aspectos amorosos, valiente y decidida.
Además Sor María es una de las canciones del disco "Drama y luz" que fue grabada mediante una línea de filarmónica, fue dirigida por Suzie Katayama, e incluye partituras para violín, viola, violonchelo, cuerno francés, contrabajo, chelo, oboe, violonchelo y trombón.